# Scaife Mountains
Die Scaife Mountains sind eine Gruppe von Bergen im Süden des Palmerlands auf der Antarktischen Halbinsel. Sie ragen westlich der Prehn-Halbinsel zwischen dem Ketchum-Gletscher und dem Ueda-Gletscher auf.
Sie wurden entdeckt bei der Ronne Antarctic Research Expedition (1947–1948) unter der Leitung des US-amerikanischen Polarforschers Finn Ronne, der sie nach dem Unternehmer Alan Magee Scaife (1900–1958) aus Pittsburgh benannte, einem Sponsor der Expedition.